# Assemblée du désert
Les assemblées du désert, nommées en référence à la traversée du désert des hébreux conduits par Moïse hors d'Égypte, sont les réunions clandestines tenues par les Huguenots, les protestants français, au temps de la persécution de leur religion, entre la révocation de l'édit de Nantes en 1685 et l'édit de tolérance de 1787. Les cultes protestants, les baptêmes, les mariages, alors interdits, sont célébrés lors de la venue d'un prédicateur itinérant, au risque d'être arrêté et emprisonné par les soldats de la monarchie absolue.

## Histoire

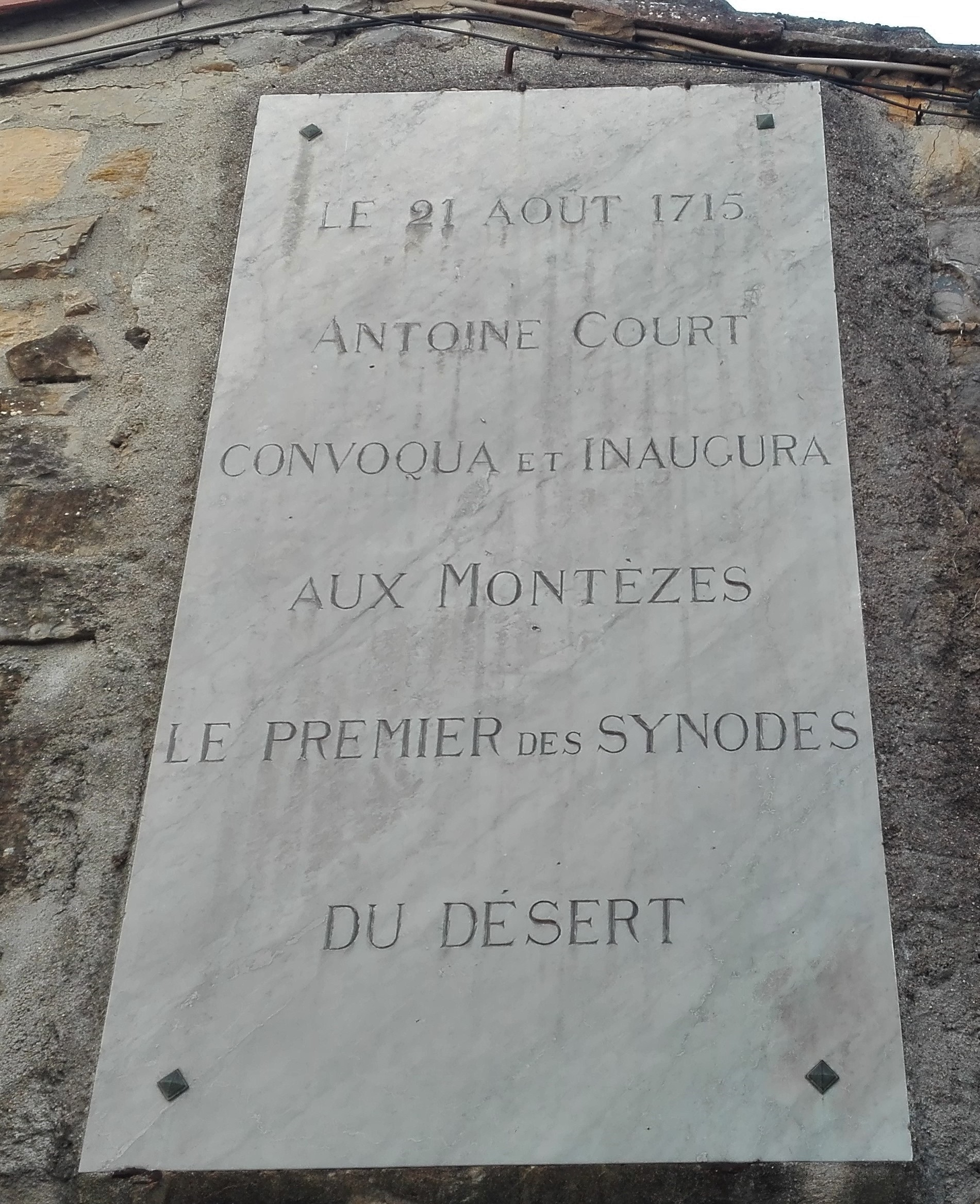
Plaque commémorant le premier synode du désert en 1715 aux Montèzes.

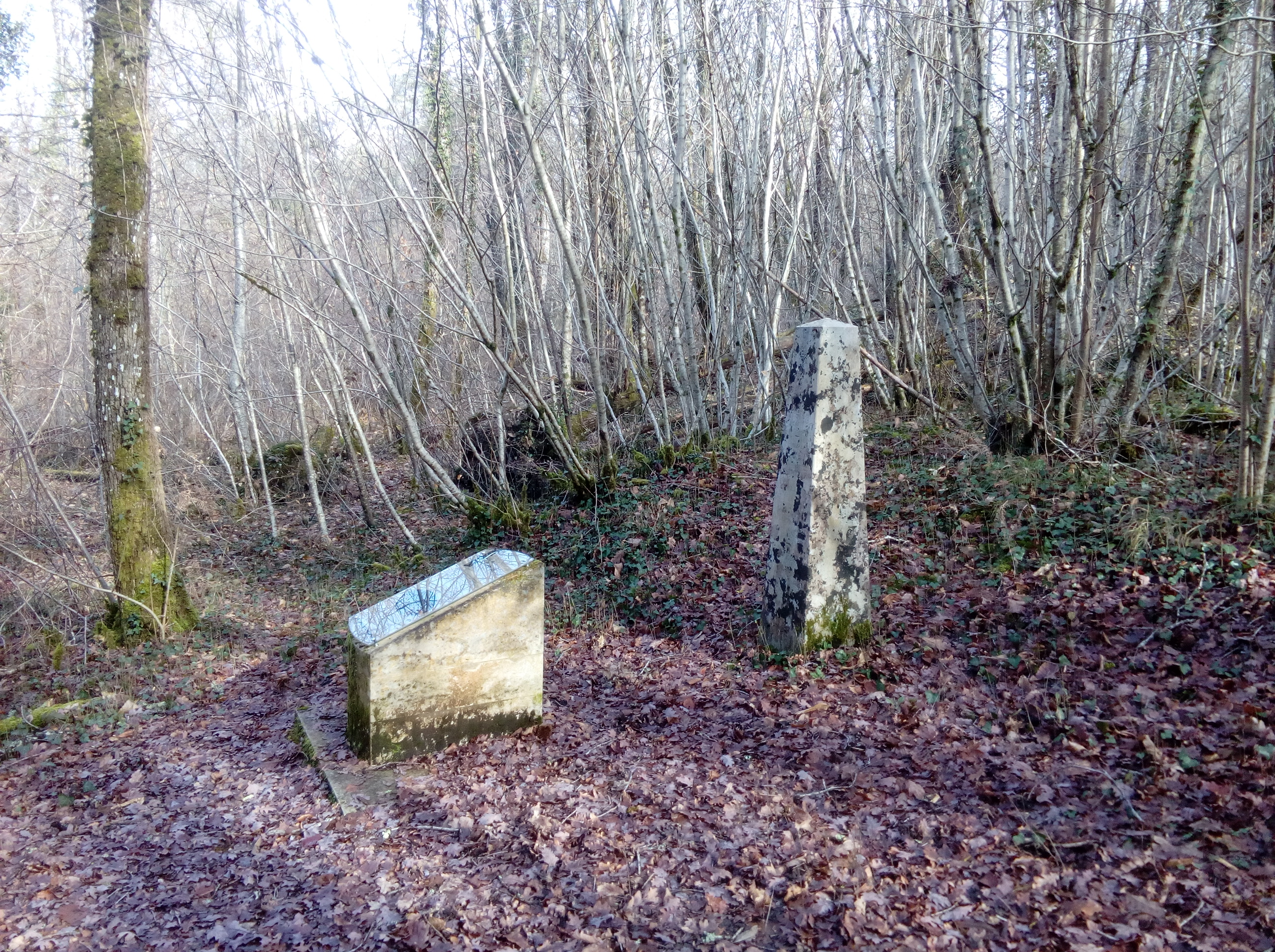
Stèle protestante en mémoire des Assemblées du désert dans le bois de la Combe des Loges, à Saint-Preuil, en Charente, 1896.

Il s'est tenu des assemblées du désert dans de nombreuses régions de France :
- en 1715 aux Montèzes (sur l'actuelle commune de Monoblet, dans le Gard)[1]
- dans la vallée de la Dordogne entre 1745 et 1764[2] (par exemple au château de Fauga en 1745) ;
- à « la Boîte à Cailloux », lieu-dit situé sur le territoire de la commune d'Hesbécourt, au nord-est du département de la Somme à la limite du département de l'Aisne, à partir de 1691 jusqu'à la Révolution française ;
- dans toute la région du Languedoc historique ;
- dans la région historique du Moyen-Poitou.

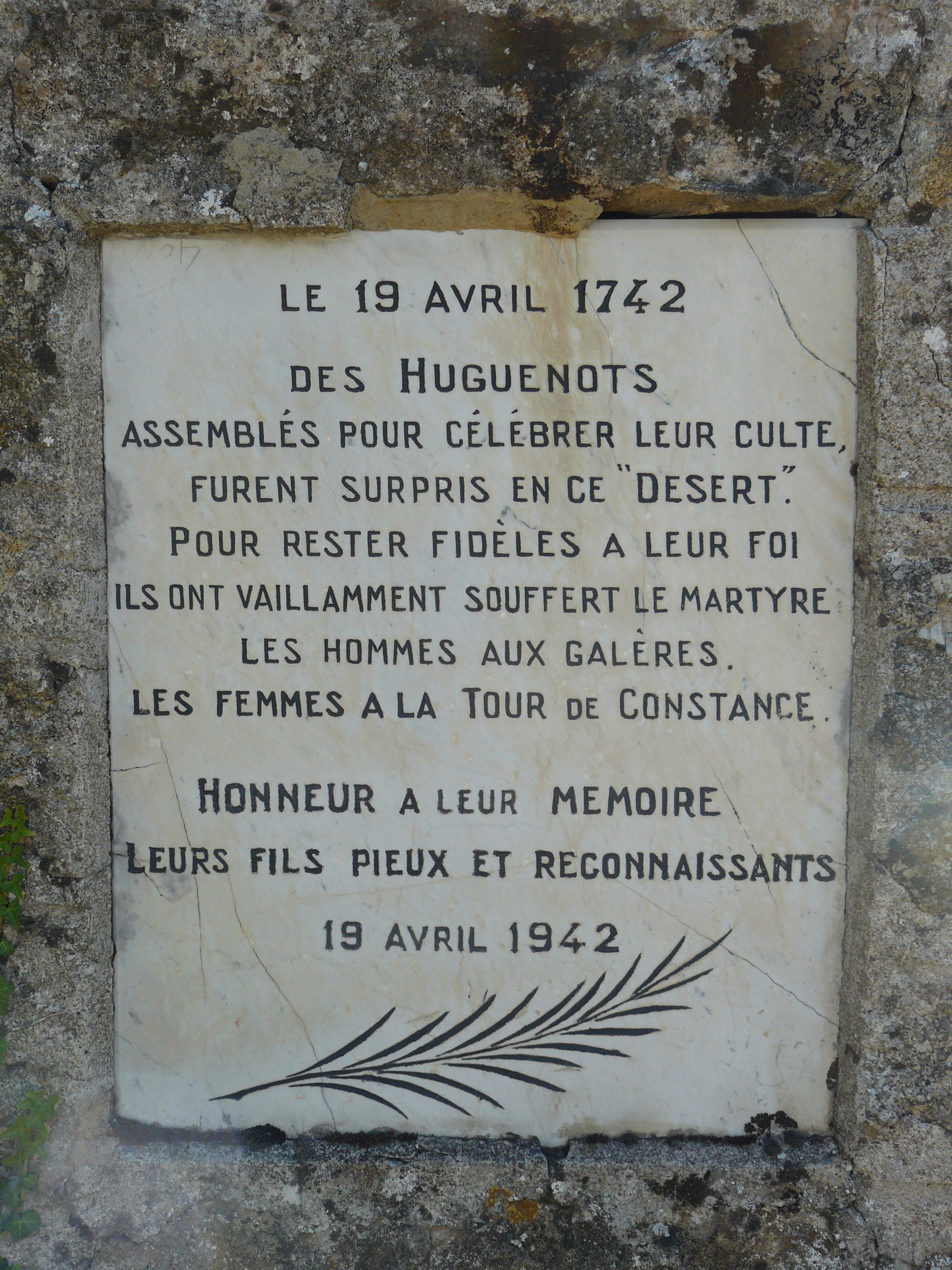
Stèle commémorant la capture de fidèles protestants lors d'un rite clandestin au col de Mouzoules entre Bréau -Mars (Cévennes méridionales, Gard).

La référence au « désert » par analogie avec le désert biblique, à la fois lieu d'errance des Hébreux (voir au livre de l'Exode) et d'inspiration pour les prophètes (par exemple Élie, voir au premier livre des Rois, chapitre 19).

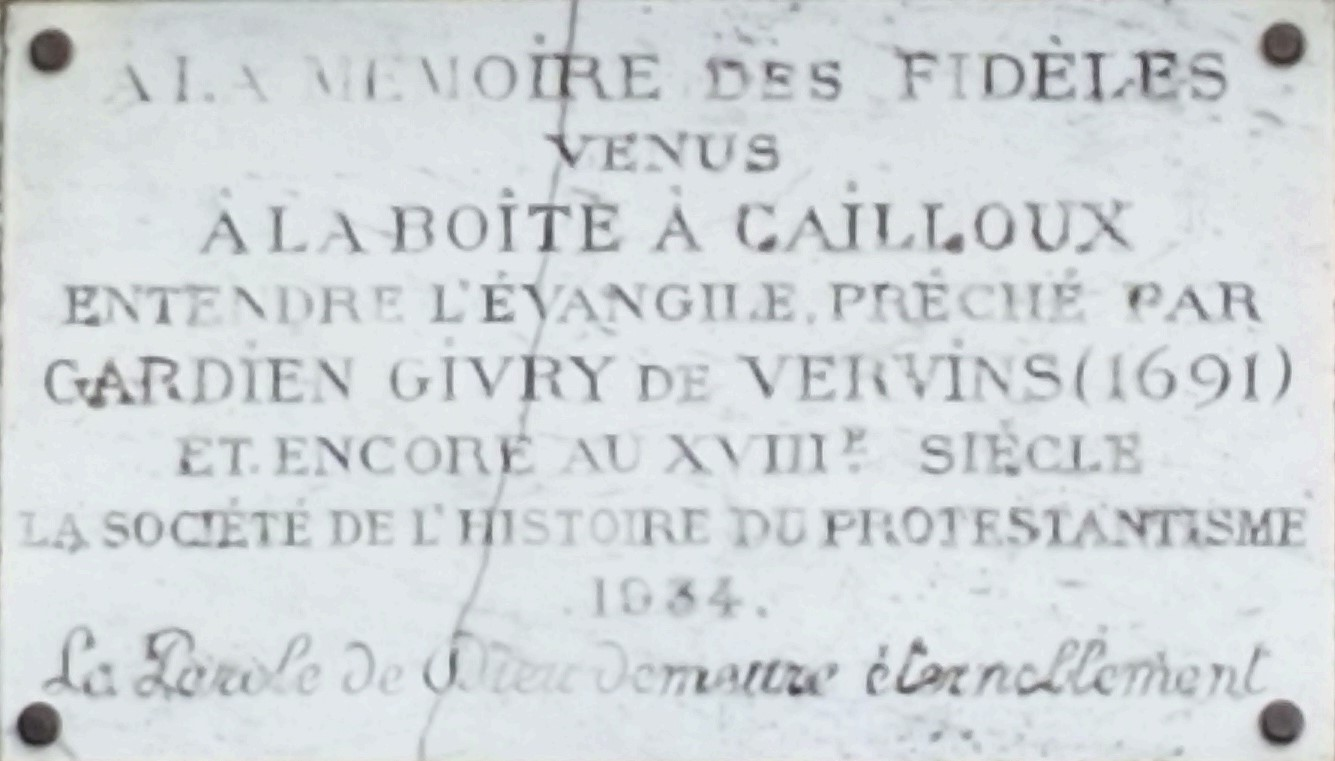
Inscription sur la stèle de La Boîte à Cailloux à Hesbécourt (Somme).

## Période contemporaine
Pour commémorer cette histoire, une assemblée du Désert annuelle se tient chaque année le premier dimanche de septembre sur les terrains du musée du Désert à Mialet, où se rassemblent des protestants venant du Midi de la France, des autres régions françaises et des pays du Refuge. Lors de cette assemblée, un culte en plein air se tient le matin, suivi de conférences historiques l'après-midi, sur un thème changeant chaque année.
La première assemblée a eu lieu le 24 septembre 1911. Depuis cette date, les assemblées annuelles réunissent 15 000 à 20 000 personnes dans une ambiance à la fois recueillie et familiale. Elles ont été un moment de communion et de ressourcement pour les protestants pendant la Seconde Guerre mondiale. On peut en particulier penser à l'assemblée du Désert du 6 septembre 1942, où le pasteur Marc Boegner réunit les pasteurs présents pour partager avec eux sa vision du gouvernement de Vichy qui s'est résolument placé du côté de l'occupant et de son idéologie raciste.
Les prédications sont traditionnellement assurées par des pasteurs choisis en fonction du thème retenu pour l'année (voir liste des dernières années ci-dessous). Les après-midis sont consacrées aux discours de personnalités protestantes, souvent des historiens. Le romancier André Chamson y est intervenu à sept reprises (1935, 1954, 1958, 1967, 1972, 1975 et 1979).
| Année | Thème | Prédicateur                                                                                 |
| ----- | --- | ------------------------------------------------------------------------------------------- |
| 1998  | L'Édit de Nantes : grandeur et servitude                                                                                            | Michel Bertrand, président du Conseil national de l'Église réformée de France               |
| 1999  | De l'Édit de Nantes à la Paix d'Alès Jean-Daniel Causse, professeur à la Faculté de théologie protestante de Montpellier            |                                                                                             |
| 2000  | « Mille ans sont, à tes yeux, comme le jour d'hier... »                                                                             | Jean-Arnold de Clermont, président de la Fédération protestante de France                   |
| 2001  | « Vos fils et vos filles prophétiseront... »                                                                                        | Régina Muller, pasteur de l'Église réformée d'Uzès                                          |
| 2002  | Commémorer la guerre des camisards ?                                                                                                | Claude Baty, pasteur de l'Union des Églises évangéliques libres de France                   |
| 2003  | Les camisards et l'Europe : une rencontre pour aujourd'hui                                                                          | Leila Hamrat, pasteure de l’Église protestante française de Londres                         |
| 2004  | Les camisards encore : Rolland et Cavalier ou Le protestantisme et les héros                                                        | Jean-François Zorn, doyen de la Faculté de théologie protestante de Montpellier             |
| 2005  | Protestantisme français et laïcité : une construction réciproque                                                                    | Jean-François Breyne, pasteur de l’Église réformée de Nîmes                                 |
| 2006  | Pierre Bayle, la tolérance et la liberté de conscience                                                                              | Élian Cuvillier, professeur à la Faculté de théologie protestante de Montpellier            |
| 2007  | Histoire et avenir des mouvements de jeunesse protestants                                                                           | Alain Houziaux, pasteur ERF, paroisse de l'Étoile à Paris                                   |
| 2008  | Le Réveil au Désert, (150e anniversaire de la mort de Charles Cook)                                                                 | Richard Gelin de la Fédération des Églises évangéliques baptistes                           |
| 2009  | Calvin, au service du Dieu qui parle                                                                                                | Marcel Manoel, président du Conseil national de l’Église réformée de France                 |
| 2010  | Antoine Court, le « passeur » du Désert                                                                                             | Vincent Schmid, pasteur de l'Église protestante de Genève                                   |
| 2011  | 1911-2011 : le centenaire du Musée du Désert                                                                                        | Laurent Schlumberger, pasteur, président du Conseil national de l’Église réformée de France |
| 2012  | 1762-2012 : 250e anniversaire de l'affaire Calas ; Voltaire et Rousseau ou L'universalisation de la cause des protestants du Désert | Laurent Gagnebin, pasteur, directeur d’Évangile et Liberté                                  |
| 2013  | Protestants en fête au Désert, l'assemblée à ciel ouvert                                                                            | Anne-Marie Feillens, pasteure EPUdF d'Orthez                                                |
| 2014  | Enfin libre ! (Libération des otages détenus au Sahel, en 2013, et de Pierre Serres, galérien pour la foi, en 1714)                 | François Clavairoly, président de la Fédération protestante de France                       |
| 2015  | 1715-2015 : Sonnez du cor, assemblez le peuple (300e anniversaire du premier « synode du Désert »)                                  | Anne Faisandier, pasteure EPUdF, paroisse de Grignan à Marseille                            |
| 2016  | Les réfugiés protestants de la Révocation                                                                                           | Alain Arnoux, pasteur EPUdF, à Bourdeaux-Dieulefit-Valdaine (Drôme)                         |
| 2017  | De Luther au Désert (500e anniversaire de la Réforme)                                                                               | Jean-François Breyne, pasteur EPUdF, paroisse luthérienne Saint-Jean à Paris                |
| 2018  | Femmes du Désert (250e anniversaire de la libération de Marie Durand)                                                               | Sophie Zentz-Amédro, pasteure EPUdF, paroisse d'Orange-Carpentras                           |
| 2019  | Un 500e anniversaire : au souffle de Théodore de Bèze                                                                               | Vincens Hubac, pasteur EPUdF, paroisse de Robinson                                          |
| 2020  | Annulée à cause de la pandémie de Covid-19                                                                                          | Dominique Hernandez, pasteure EPUdF, paroisse du Foyer de l'Âme à Paris                     |
| 2021  | 150e anniversaire de la Mission populaire                                                                                           | Olivier Brès, président de la Mission populaire évangélique de France                       |
| 2022  | 450e anniversaire du Massacre de la Saint-Barthélemy                                                                                | Christian Baccuet, pasteur EPUdF paroisse de Penthemont-Luxembourg à Paris                  |
| 2023  | Voyageurs sur la terre et la mer : des huguenots au grand large                                                                     | Céline Rohmer, professeure à Faculté de théologie protestante de Montpellier                |